# Blastobasis episema
Blastobasis episema é uma espécie de mariposa do gênero Blastobasis pertencente à família Coleophoridae.